# Кохреидзе, Шалва Фёдорович
Шалва Фёдорович Кохреидзе (19 июня 1901, Грузия — 01 января 1961, Грузинская ССР) — паровозный машинист депо Тбилиси Закавказской железной дороги.

## Биография
Родился 19 июня 1901 года в селении Ианети Самтредского района Республики Грузия в крестьянской семье. Грузин.
В 14 лет пришёл на железную дорогу учеником слесаря паровозного депо станции Тифлис. Трудовую биографию с работы помощником слесаря, потом и сам работал слесарем по ремонту паровозов. В 1922—1924 годах служил в Красной Армии.
Вернувшись в родное депо, четыре года ремонтировал паровозы. С 1928 года работал помощником машиниста, с 1932 года — машинистом паровоза. Водил грузовые поезда в сторону Баку, Самтредиа и Ленинакана.
С началом Великой Отечественной войны Кохреидзе водил воинские эшелоны к фронту. Нефтеналивные маршруты шли из Баку до Кизляра, а оттуда по новостройке в Астрахань, а потом до Саратова на фронтовые нефтебазы и для оборонных заводов Приуралья и Зауралья. Кохреидзе не вёл поезда с цистернами до пунктов назначения, но свои составы, как эстафету, передавал машинистам Азербайджанской и Орджоникидзевской железных дорог.
В начале войны лунинец Шалва Кохреидзе вместе со своей бригадой обязался довести пробег паровоза до 120 тысяч километров. Пробег довели до 152 тысяч километров, сэкономив 70 тонн топлива, успешно обеспечивая перевозки важных грузов для фронта и народного хозяйства. От обточки до обточки его паровоз пробежал 152 тысячи 226 километров. Никто в Закавказье не мог похвастаться таким рекордом. В июле 1942 года по представлению начальника Закавказской дороги Г. С. Кикнадзе награждён орденом Трудового Красного Знамени.
Указом Президиума Верховного Совета СССР от 5 ноября 1943 года «за особые заслуги в обеспечении перевозок для фронта и народного хозяйства и выдающиеся достижения в восстановлении железнодорожного хозяйства в трудных условиях военного времени» Кохреидзе Шалве Фёдоровичу присвоено звание Героя Социалистического Труда с вручением ордена Ленина и медали «Серп и Молот».
В 1943 году отличный паровозник и почётный железнодорожник Шалва Кохреидзе был назначен машинистом-инструктором и бескорыстно передавал молодежи свой опыт ухода за паровозом, позволявший увеличить пробег локомотива. Должность машиниста-инструктора он исполнял до выхода на пенсию в конце 1950-х годов.
После войны продолжал трудиться в своем депо. В 1946 и 1950 годах избирался депутатом Верховного Совета СССР. В июле 1951 года был награждён вторым орденом Ленина. Вскоре Шалва Кохреидзе стал персональным пенсионером союзного значения. Жил в столице Грузии городе Тбилиси. Скончался 1 января 1961 года.
Награждён двумя орденами Ленина, орденом Трудового Красного Знамени, медалями, в том числе «За оборону Кавказа».